# Shinya Kōgami
Shinya Kōgami (狡噛 慎也 Kōgami Shin'ya?) (Prefectura de Kanagawa, Japón, 12 de agosto de 2084) es un personaje ficticio y el protagonista de la serie de anime Psycho-Pass.
Siendo un oficial de policía en una distopía cyberpunk, se obsesiona con asesinar a Shogo Makishima, un cerebro criminal responsable de la muerte de uno de los antiguos aliados de Kogami. El personaje también ha aparecido en adaptaciones de manga y novelas de la serie, una serie de manga precuela, una obra de teatro y las películas Psycho-Pass: la película (2015) y Psycho-Pass: Sinners of the System Case.3 Onshuu no Kanata ni (2019), que se centra en la vida de Kogami después de los eventos de la primera temporada de anime. Reaparece en la tercera temporada de televisión Psycho-Pass 3, como personaje secundario. Las novelas ligeras y manga adicionales exploran el trabajo de Kogami como inspector años antes del comienzo del anime.
Kogami fue creado por el personal de Production IG. El escritor Gen Urobuchi creó el personaje para contrastar a Akane Tsunemori, la supervisora de policía de Kogami, cuya personalidad e ideología se oponen a la de Kogami. Fue diseñado por el mangaka Akira Amano, quien quería darle al personaje un fuerte sentido de individualismo en contraste con el escenario de la serie. Kogami tiene la voz en japonés por Tomokazu Seki, en inglés por Robert McCollum y en español castellano e hispanoamericano por Darío Torrent y Aldo Ramírez (solo en la película Sinners of the System).
La recepción crítica de Kogami ha sido positiva debido a sus interacciones con Akane, y su regreso en la película de 2015 fue elogiado después de su ausencia de la segunda temporada de anime con la tercera temporada de anime proporcionando su regreso junto con una mayor profundidad en la personificación. Kogami ha sido bien recibido por los fans, ganando el premio "Mister NoitaminA" y colocándose en las encuestas de popularidad de Newtype en varias ocasiones.

## Creación y diseño

### Desarrollo e influencias
Según el director de Psycho-Pass, Naoyoshi Shiotani, el personal de Production IG desarrolló el personaje de Kogami como un marcado opuesto a su enemigo y rival Shogo Makishima, con Akane Tsunemori como la audiencia sustituta entre ellos. Sus nombres indican esta oposición: el de Makishima es Shogo (el tiempo entre el mediodía y la puesta del sol), y el de Kogami es Shinya (el tiempo entre la medianoche y el amanecer). Shiotani describió a Kogami como una "persona problemática" (cuando trataba con Makishima) y dijo que aunque le gustaba Kogami, prefería tener al hablador Makishima como amigo. El escritor Gen Urobuchi dijo que cuando creó a Kogami y Akane, trató de equilibrar sus rasgos. El escritor Tow Ubukata, quien supervisó la segunda serie de anime, llamó a Kogami un personaje "salvaje", y los personajes japoneses por su apellido se refieren a sus rasgos de soledad y fuerza. Se dijo además que el dúo se parecía a los personajes principales Sumire Onda y Shunsaku Aoshima de la comedia dramática policial japonesa Bayside Shakedown.
El personaje de Kogami fue diseñado por el artista de manga Akira Amano. Amano dijo que comenzó con un hombre de cabello negro con traje y, aunque se limitó a expresar sus características con su vestimenta, finalmente pudo incluir algo de individualidad en cada uno de sus personajes. Hizo que el diseño del protagonista principal masculino fuera distintivo con un simple uniforme de policía. La personalidad de Kogami fue inicialmente diseñada como agresiva, pero después de varias revisiones, se la describe como un hombre gentil, tranquilo y taciturno. El diseñador de personajes Kyoji Asano enfatizó el contraste al ilustrar a Kogami y Akane: Kogami empuña un arma libremente con una mano mientras que Akane la empuña con ambas manos, lo que indica su falta de experiencia. Asano declaró además que Kogami era el personaje más fácil de dibujar debido a su tendencia a expresar una reacción de enojo. Como personaje principal, Asano sintió que podía preocuparse por él.
El personaje ha sido comparado con Charles Marlow en la novela corta El corazón de las tinieblas (1899) de Joseph Conrad. Al igual que Marlow, la obsesiva caza de Kogami lo acerca a su presa. Después de que Kogami mata a Makishima, abandona sus ideales y decide huir de Japón. A pesar de que la serie es "anti-moe", se ve a Kogami sin camisa varias veces, brindando un servicio de fans a la audiencia femenina.
El concepto de Akane buscando al renegado Kogami fue influenciado por la serie de OVA Mobile Suit Gundam: The 08th MS Team y las películas occidentales Apocalypse Now y Saving Private Ryan. La búsqueda de Akane de Kogami fue influenciada por estas películas porque el personal creía que este escenario atraería a ambos géneros y diferentes grupos de edad. La relación no romántica entre Akane y Kogami enfatiza, en cambio, la confianza que tienen el uno en el otro. En un panfleto oficial, los miembros del personal comparten su punto de vista sobre las similitudes y diferencias entre Kogami y Makisihima, en gran parte con respecto al crecimiento psicológico de Kogami. Fukami describe a Kogami como el tipo de persona que se alegra de encontrarse con personas con malas intenciones porque "ama la justicia". Urobuchi, por otro lado, señala que Kogami carece de la visión panorámica de Makishima y que él es "solo un perdedor".

### Actores de voz

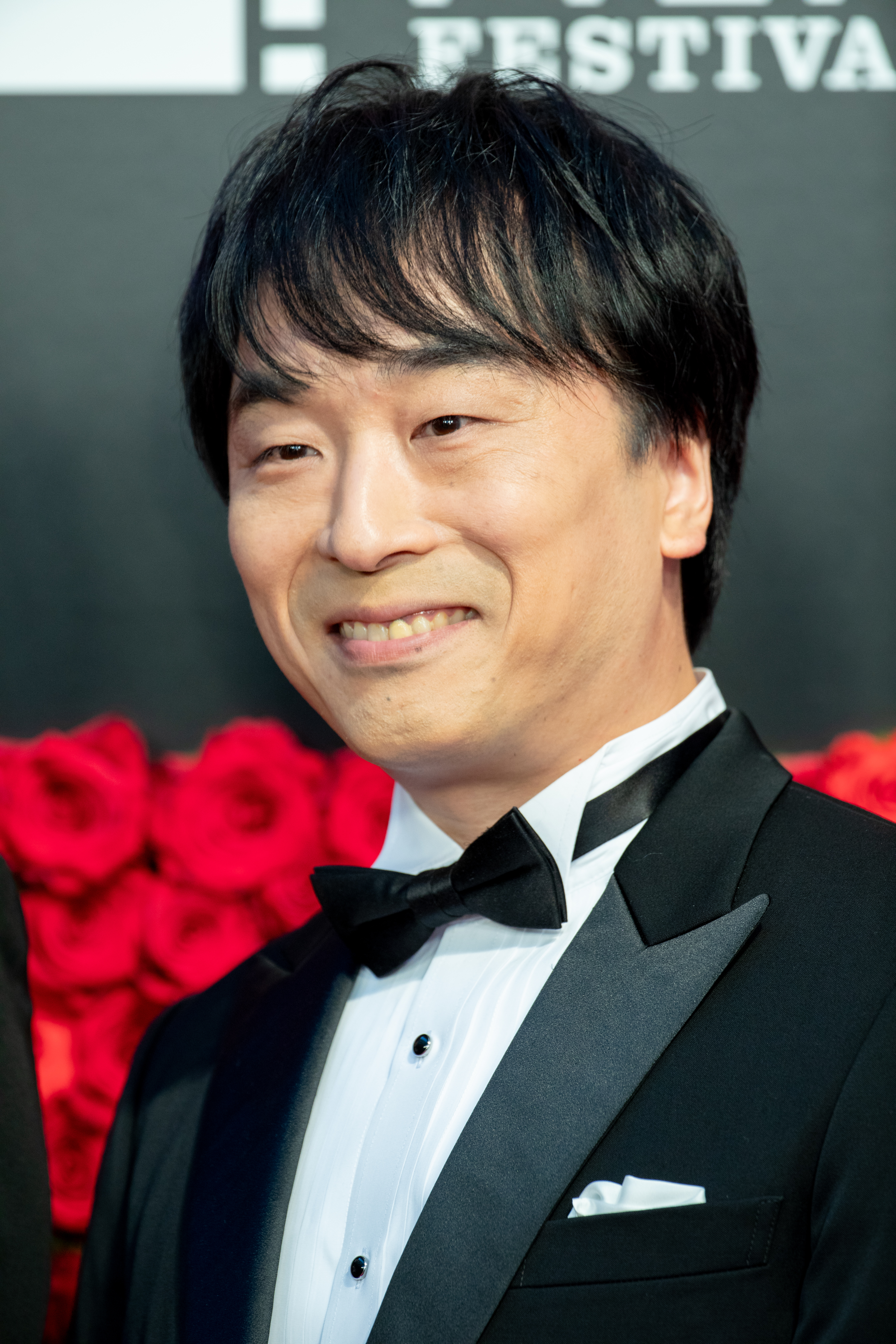
Tomokazu Seki, voz oficial del personaje en idioma japonés.

Shinya Kogami tiene la voz en japonés de Tomokazu Seki, quien fue elegido por Katsuyuki Motohiro durante las audiciones para la serie. Seki tenía poco conocimiento sobre la premisa de la serie y originalmente fue elegido para el papel de Nobuchika Ginoza, pero terminó como Kogami. Seki ha declarado que disfrutó el papel y el anime, creyendo que Kogami sería un protagonista de la segunda temporada lo suficientemente fuerte como para derrotar al nuevo antagonista, Kirito Kamui. Sin embargo, Kogami solo aparece en la segunda temporada como la alucinación de Akane cuando se concentra en lidiar con Kirito Kamui. En dicha alucinación, Kogami está complacido con el impacto que su personaje tiene en el inspector.
Debido a que la producción de la película de 2015 no comenzó hasta finales de la producción del segundo anime, a los miembros del elenco les preocupaba que Kogami hubiera sido asesinado fuera de la pantalla. Se sintieron aliviados al ver a Kogami aparecer como un personaje principal en la película.
Shiotani decidió que los extranjeros hablaran inglés, en contraste con otras películas en las que normalmente hablan japonés. Seki y Kana Hanazawa (Akane) se sorprendieron con esta propuesta ya que al final tenían múltiples líneas en inglés. La idea que Shiotani deseaba explorar dentro de la película era qué sucede cuando una sociedad confinada se expande a otros países, trayendo caos en lugar de paz, lo que haría que la audiencia cuestionara aún más este ideal. Seki dice que Kogami ahora es menos inquietante que en la primera temporada porque ya no se rige por la venganza. El reencuentro de Kogami y Akane es una de las escenas favoritas de Seki porque su profunda relación se demuestra cuando comparten un cigarrillo sin decir palabra. Por el momentoSinners of the System fue lanzado, Seki aún apreciaba el manejo de Kogami, pero se sintió presionado por la popularidad del personaje entre los fanáticos.
Kogami tiene la voz en inglés de Robert McCollum, quien dijo que Psycho-Pass es "siempre un favorito" para los fanáticos. "En términos de los buenos, [es] difícil ser mucho más discreto que Kogami", dijo, describiendo al personaje como tranquilo. En el español castellano, Kogami tiene su voz interpretada por Darío Torrent.

## Apariciones

### Psycho-Pass
Kogami se presenta como uno de los protagonistas de la serie de anime Psycho-Pass. Ambientada en un futuro distópico, la serie se centra en el uso del Sistema de Sibyl: un personaje biomecánico que emplea escáneres psicométricos que calculan la probabilidad de que una persona cometa un delito. Sus resultados se conocen como coeficiente de delincuencia. Kogami es un Ejecutor, un oficial de policía que ayuda y protege a los inspectores enviados para investigar las escenas del crimen y perseguir a individuos con lecturas de coeficiente de crimen alto. Los ejecutores son criminales latentes con altos coeficientes de criminalidad que son monitoreados por inspectores que están autorizados a matar a los ejecutores, si es necesario. Kogami es originalmente un inspector que trabaja con Mitsuru Sasayama, quien es mutilado y asesinado por Shogo Makishima, después de lo cual Kogami se obsesiona con resolver el caso que lleva al aumento de su coeficiente de crimen y la subsecuente degradación.
Con la ayuda de Akane, Kogami se entera de que Makishima mató a Sasayama. Kogami y Akane arrestan a Makishima, cuyo objetivo es desactivar el Sistema de Sibyl. Makishima escapa y Kogami deja a su equipo, un acto ilegal, para perseguirlo y matarlo por su cuenta. Con la ayuda de su mentor, Joji Saiga, Kogami mata a Makishima antes de que este último pueda cometer un acto de bioterrorismo, después de lo cual el Sistema Sibyl ordena a Akane que capture vivo a Makishima y que Kogami sea ejecutado como un criminal fugitivo. A Kogami se le permite huir después de ser encontrado y detenido por su mejor amigo, Nobuchika Ginoza. En las historias posteriores, drama de audio, Kogami contacta a Tsunemori, diciéndole que se está retirando de la sociedad para evitar ser detectado.

### Psycho-Pass: La película
En Psycho-Pass: La película (2015), Kogami vive en la Unión del Sudeste Asiático, un superestado que ha comenzado a importar la tecnología del Sistema de Sibyl, utilizando la ciudad conocida como Shambala Float como campo de pruebas. Kogami lidera una resistencia guerrillera a la implementación del sistema. Cuando Akane va a Shambala Float para confrontarlo, terminan colaborando para descubrir la identidad del próximo presidente del sindicato. Atacados por mercenarios, son rescatados por el equipo de Akane. Kogami y Ginoza se reúnen para derrotar al líder de los mercenarios, Desmond Rutaganda. Se separan después de la muerte de Rutaganda y Kogami permanece con su nuevo grupo con la esperanza de una vida más pacífica.

### Psycho-Pass: Sinners of the SystemyPsycho-Pass 3
En la película Psycho-Pass: Sinners of the System Case.3: Onshuu no Kanata ni, Kogami entrena a Tenzing Wangchuk, una niña huérfana que busca vengarse de un señor de la guerra que mató a su padre y a toda su aldea. Tenzing recluta a Kogami para que la entrene para ser una asesina, pero aún se encuentra incapaz de matar y resulta herida, dejando a Kogami enfurecido para acabar con el culpable. Frederica Hanashiro, del Ministerio de Relaciones Exteriores de Japón, lo recluta para unirse a su equipo y regresar a Japón, donde actúa como asesor táctico en la tercera temporada del anime.
En Psycho-Pass 3, Kogami regresa a Tokio, donde él y su compañero inspector degradado Nobuchika Ginoza ahora trabajan para el Departamento de Operaciones del Ministerio de Relaciones Exteriores. Advierten a los inspectores Arata Shindō y Kei Mikhail Ignatov sobre los "zorros", individuos que deberían ser arrestados. Reaparece en la final donde la Unidad 1, encabezada por el Jefe Mika Shimotsuki, se reúne con el Grupo de Acción Supresora del Departamento de Operaciones del MFA para discutir la organización criminal llamada Bifrost. Bifrost está detrás de una serie de manipulaciones sociales y asesinatos en masa, su último complot es asesinar a Karina Komiya, la gobernadora de Tokio. La última escena de Kogami es con una  Akane encarcelada, los dos acuerdan volver a encontrarse para compartir lo que ha sucedido en sus vidas desde la última vez que se conocieron. Kogami decide salvar a Akane del encarcelamiento porque sabe que fue Sibyl quien la atrapó. En la película de 2020, Psycho-Pass 3: First Inspector, Kogami continúa su lucha contra Bifrost. Tras su derrota, invita a una liberada Akane a comer.

### Otras apariciones
Kogami aparece en el manga Psycho-Pass: Inspector Akane Tsunemori, una adaptación de la primera temporada de anime, y es el personaje principal de la novela precuela, Psycho-Pass: Inspector Shinya Kogami, que sigue el caso que lleva a la muerte de Sasayama. Fukami también escribió una novela centrada en sus acciones y pensamientos durante la primera temporada de anime. Kogami también aparece en el manga de auto-parodia de la serie, Gakuen Psycho-Pass de Shiina Soga, y es un personaje secundario en la novela visual, Psycho-Pass: Mandatory Happiness. En el butai-ban, Kogami es interpretado por Yuki Kubota. El personaje también aparece en la mercancía de la marca Psycho-Pass.

## Recepción

### Crítica
La recepción crítica de Kogami ha sido positiva. Cuando se estrenó la serie, ACG News lo comparó con el personaje de cómic Judge Dredd de la serie 2000 AD y dijo que el público occidental podría encontrar atractivo el personaje. Hiroko Yamamura de Japanator escribió que aunque era obvio que Kogami sería el protagonista de la serie, era interesante verlo "en el extremo equivocado del barril para el primer episodio". Richard Eisenbeis de Kotaku, sin embargo, lo llamó un "personaje estático" que carecía del desarrollo de Akane en toda la serie. Kyle Mills de DVD Talk encontró la personificación "enigmática" de Kogami como su favorita debido a su interacción con Akane en el segundo episodio y la exploración de su pasado en múltiples episodios. Rebecca Silverman y Jacob Hope Chapman de Anime News Network encontraron atractiva la dinámica Kogami-Akane y disfrutaron de la personificación de Kogami. Según la revista Neo de David West, Kogami "es cada centímetro del héroe de acción shonen" en la serie, pero encontró esto tan repetitivo que se rio cuando Kogami quedó impresionado por el crecimiento de Akane como detective.
Kyle Mills llamó a Kogami el "aparente villano" de la serie porque deja a sus camaradas para salvar a la sociedad de Makishima y vengarse de la muerte de Sasayama. Las peleas entre Kogami y Makishima fueron generalmente bien recibidas. Bamboo Dong de Anime News Network apreció el uso de armas, pero encontró las "evaluaciones de psiquiatras de sillón un poco forzadas". Thomas Zoth de The Fandom Post encontró la primera batalla un poco anticlimática, pero elogió el escenario e interacciones del duelo final de los dos luchadores. A pesar de elogiar el papel de Kogami en los episodios finales, Zoth criticó lo cerca que se relaciona Kogami con su némesis Makishima, encontrando esas similitudes forzadas.
En su reseña de Psycho-Pass: La película, Jacob Chapman disfrutó de las interacciones de Kogami con Akane, pero criticó la escena de la alucinación en la que habla con el Makishima muerto; sin embargo, le gustó el personaje que cita al escritor Frantz Fanon. Anticipándose a la película, la escritora de IGN, Miranda Sánchez, esperaba ver interacciones entre Kogami y Akane que estaban ausentes en Psycho-Pass 2. Sánchez calificó el papel de Kogami principalmente como de fan service, escribiendo que los desarrolladores no usaron el vínculo del dúo con su todo su potencial con la pelea final centrada en Kogami. Alexandria Hill de Otaku USA alabó las primeras interacciones entre Kogami y Akane, ya que contrastaba con su diálogo al principio de la película. Robert Frazer de UK Anime Network elogió el papel de Kogami en el manga de la precuela, Psycho-Pass: Inspector Shinya Kogami, debido a sus interacciones con otros, encontrándolo más atractivo que el papel de Akane en la secuela del anime. Anime UK News y Rice Digital llamaron a Robert McCollum y Kate Oxley los mejores actores ingleses del doblaje.
Un crítico de Anime News Network disfrutó de la caracterización más profunda de Kogami en la película de 2019, cuyos sentimientos sobre el villano Makishima lo convierten en "el protagonista masculino de la franquicia y quizás el personaje más popular de la serie". El libro Law and Justice in Japanese Popular Culture: From Crime Fighting Robots to Dueling Pocket Monsters, señala que Kogami está sorprendido por los pensamientos de Akane sobre el Sistema de Sibyl, aunque aprueba el statu quo, no valora el sistema que monitorea el mundo de la serie.

### Popularidad
Kogami ha sido bien recibido por fanáticos y críticos, como lo demuestra su recepción del premio "Mister NoitaminA" en una encuesta que clasifica la popularidad de los personajes en el bloque de programación NoitaminA de Fuji TV. Fue votado como el sexto mejor personaje masculino en los premios de anime de Newtype. En otra encuesta de la misma revista, Kogami fue votado como el 24.º personaje de anime masculino más popular de la década de 2010. Kogami y Akane recibieron el dos por ciento de una encuesta del sitio web sobre los personajes que los fanáticos esperaban que se convirtieran en pareja. Su papel en Sinners of the System le dio el primer lugar en una encuesta de Newtype de 2019. En una encuesta de Anime! Anime! de 2019, Kogami estaba empatado con Whitebeard de One Piece en el octavo lugar, ya que el personaje que los fanáticos querían tener como su jefe.